# Poisson-haak
In  het hamiltonformalisme wordt de poisson-haak voor twee dynamische grootheden {\displaystyle f(p_{i},\,q_{i},t)} en {\displaystyle g(p_{i},\,q_{i},t)} als volgt gedefinieerd: 
{\displaystyle \{f,g\}=\sum _{i=1}^{N}\left({\frac {\partial f}{\partial q_{i}}}{\frac {\partial g}{\partial p_{i}}}-{\frac {\partial f}{\partial p_{i}}}{\frac {\partial g}{\partial q_{i}}}\right).}
waarbij {\displaystyle (q_{i},\,p_{i})} de coördinaten in de faseruimte zijn.
Dit begrip werd door de Franse wiskundige Siméon Poisson in 1809 ingevoerd. De poisson-haak in de klassieke mechanica komt overeen met de commutator in de kwantummechanica.

## Eigenschappen
De volgende eigenschappen gelden voor gelijk welke drie functies {\displaystyle f,\,g,\,h} die afhangen van de faseruimte en de tijd:
Antisymmetrisch{\displaystyle \{f,g\}=-\{g,f\}}
Lineair{\displaystyle \{af+bg,h\}=a\{f,h\}+b\{g,h\},\quad \{h,af+bg\}=a\{h,f\}+b\{h,g\},\quad a,b\in \mathbb {R} }
Productregel{\displaystyle \{fg,h\}=\{f,h\}g+f\{g,h\}}
Voldoen aan de Jacobi-identiteit{\displaystyle \{f,\{g,h\}\}+\{g,\{h,f\}\}+\{h,\{f,g\}\}=0}
Op grond van deze eigenschappen is de Poisson-haak een voorbeeld van een Lie-haak.

## Hamiltonvergelijkingen
Door gebruik te maken van de Poisson-haak kan men de vergelijkingen van Hamilton op een heel elegante manier als volgt schrijven:
{\displaystyle {\begin{cases}{\dot {q}}=\{q,H\}\\{\dot {p}}=\{p,H\}\end{cases}}}